# Krig

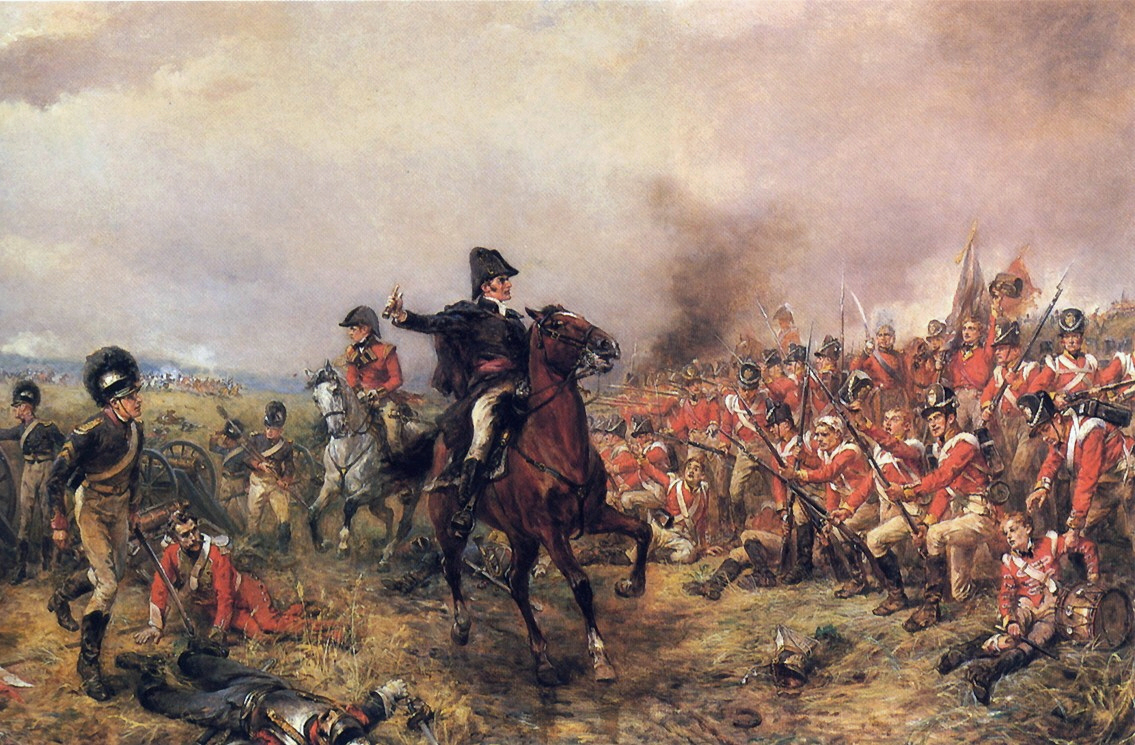
Wellington at Waterloo, av Robert Alexander Hillingford, ca 1890.

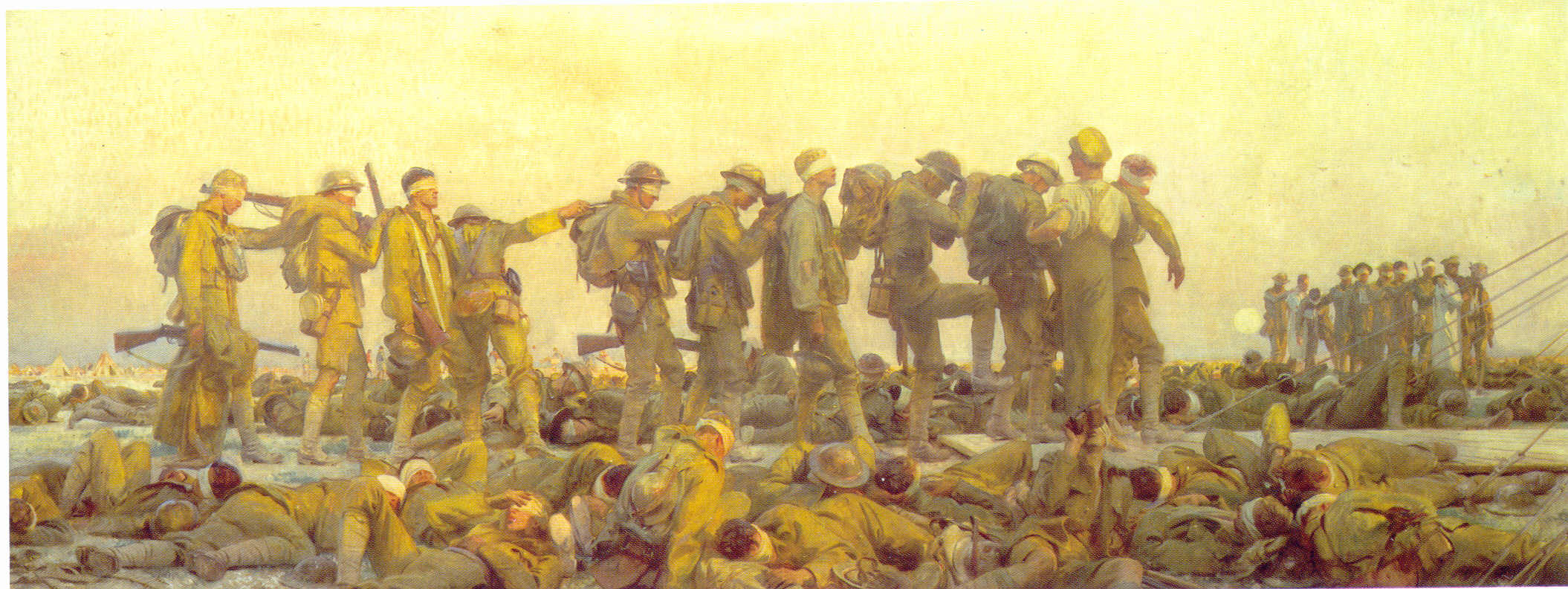
Gassed, målning av John Singer Sargent 1918.

Krig är användande av organiserat militärt våld mellan stater eller mellan folk i syfte att uppnå politiska mål. Medlen kan även vara ekonomiska, exempelvis blockad av fiendens handel, eller psykologiska. Väpnade konflikter där antalet stridsrelaterade dödsfall uppgår till minst 1 000 under ett år betraktas som krig av Uppsala Conflict Data Program. Krig som pågår mellan parter i samma land kallas ett inbördeskrig. Krigshandlingar till sjöss benämns örlog.
Enligt den demokratiska fredsteorin har två demokratier aldrig gått i krig mot varandra, men flera gånger genom proxykrig.

## Definition

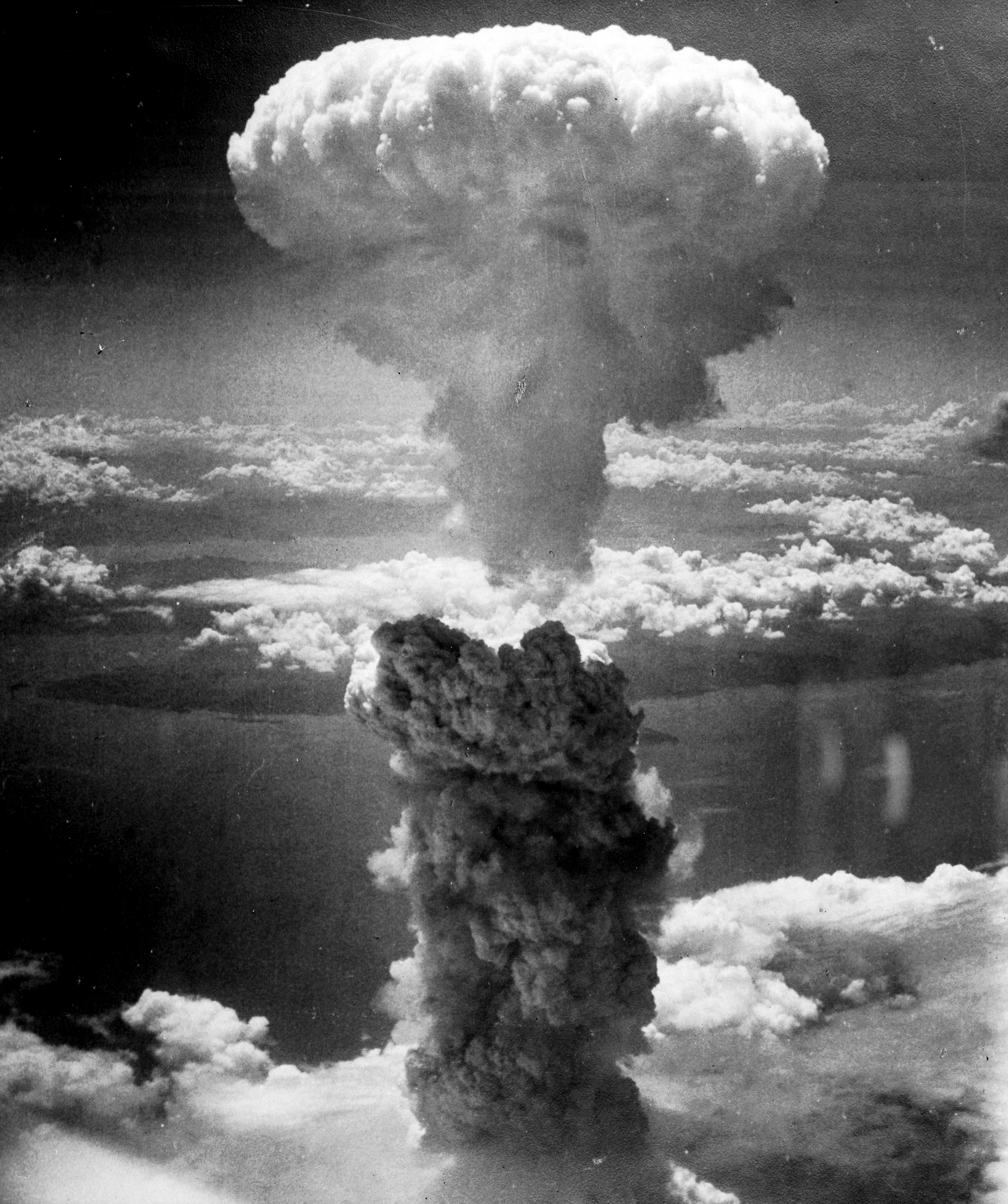
Andra världskriget: Atombomben fälls över Nagasaki.

Definitionen varierar av vad som kvalificerar vissa väpnade konflikter som krig, och vissa inte. Det har bland annat föreslagits att den väpnade konflikt där mer än 1 000 kombattanter under ett år dör i strid ska anses som krig. Något formellt krav på krigsförklaring för att krigstillstånd ska anses föreligga, finns dock inte.
Den tidigare praxis som fanns, att stater förklarade krig mot varandra, försvann i samband med tillkomsten av FN-stadgan när krig i princip blev förbjudet och där den som förklarade krig ansågs ha startat kriget. Sedan 1945 har det inte utfärdats några officiella krigsförklaringar någonstans i världen trots att det har förekommit fler än 300 väpnade konflikter.
Ofred är ett äldre svenskt ord för krigstillstånd i ett område. Stora ofreden och lilla ofreden är två tillfällen under 1700-talet då Finland, på den tiden en del av Sverige, besatts av fientliga ryska trupper.

### Kombattanter

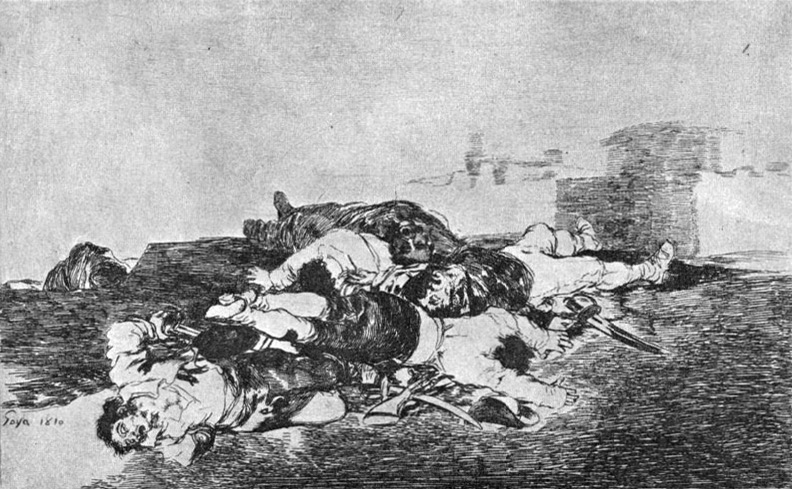
"Allt detta och mer" av Francisco Goya, n° 22 i grafikserien "Krigets fasor" 1810.

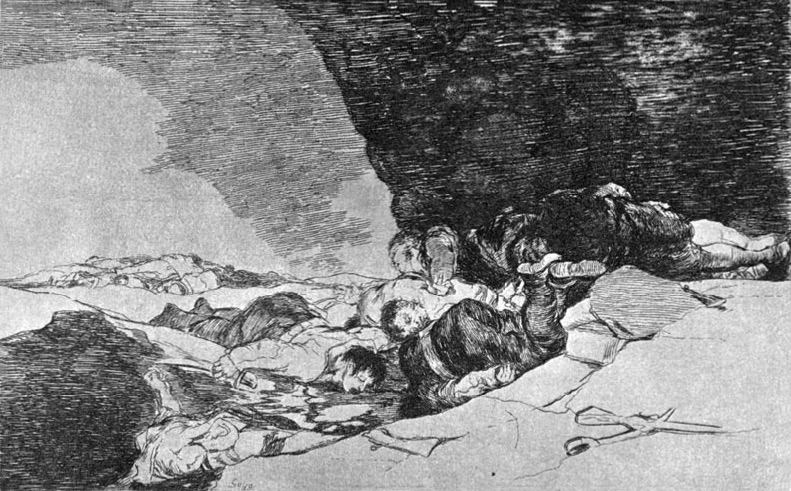
"Samma sak på en annan plats" av Goya, n°23 i "Krigets fasor".

Ett krigstillstånd ansågs tidigare kunna uppstå endast mellan fullt fria, av varandra faktiskt oavhängiga, ingen gemensam högre myndighet underkastade stater. Kombattanter var då dessa stater och medlemmar i dessa staters väpnade styrkor. Begreppet har vidgats under senare delen av 1900-talet. Reguljära trupper stöds nästan alltid av medlemmar i gerillarörelser eller civilbefolkning som spontant gör motstånd mot ockupation genom subversiv verksamhet, exempelvis sabotage, och dessa räknas i vissa fall som kombattanter. Befrielsekrigen mot kolonialmakterna har vanligen förts genom gerilla och subversion. Det förekommer att gerillakrigföring har inslag av terrorism, det vill säga innefattar attacker som sker utan hänsyn till oskyldiga civilpersoner.
Sällskap eller handelskompani i och för sig kan inte anses som krigförande part. Då det brittiska Ostindiska Kompaniet förde krig, kunde dess rätt därtill betraktas endast som en av Storbritanniens regering åt kompaniet delegerad rätt. Strid mellan politiska partier inom samma stat frambringar ett upprorstillstånd, varvid det parti, som inte innehar regeringsmakten, betraktas som upproriskt, men kan inte grundlägga ett egentligt krigstillstånd, så länge inte de mot varandra stridande parterna har tagit samt behåller under sin besittning och organiserade faktiska makthöghet skilda delar av statens geografiska område, i vilka fall vardera parten kan som krigförande göra anspråk på att behandlas efter krigets rätt.
Ett inbördeskrig är en tillräckligt stor väpnad konflikt som utkämpas av organiserade grupper inom samma land som strävar efter att ta makten i antingen en del av landet eller hela regionen. Det kan även vara ett försök att ändra regeringens politik.

## Folkrättslig reglering
Då kriget från folkrättslig synpunkt är ett rättsmedel, har man att skilja de våldsamheter, som därvid begås, liksom de, vilka förekommer vid tvångs lagliga användning av statsmaktens organ, från våldsamheter som begås av enskilda och under namn av mord, dråp, misshandel, rån är straffbara. Detta rättsmedelsanvändning bör vara noga bestämd beträffande såväl de krigförande parterna, och det förfarande, som därvid bör iakttas.

### FN-stadgan

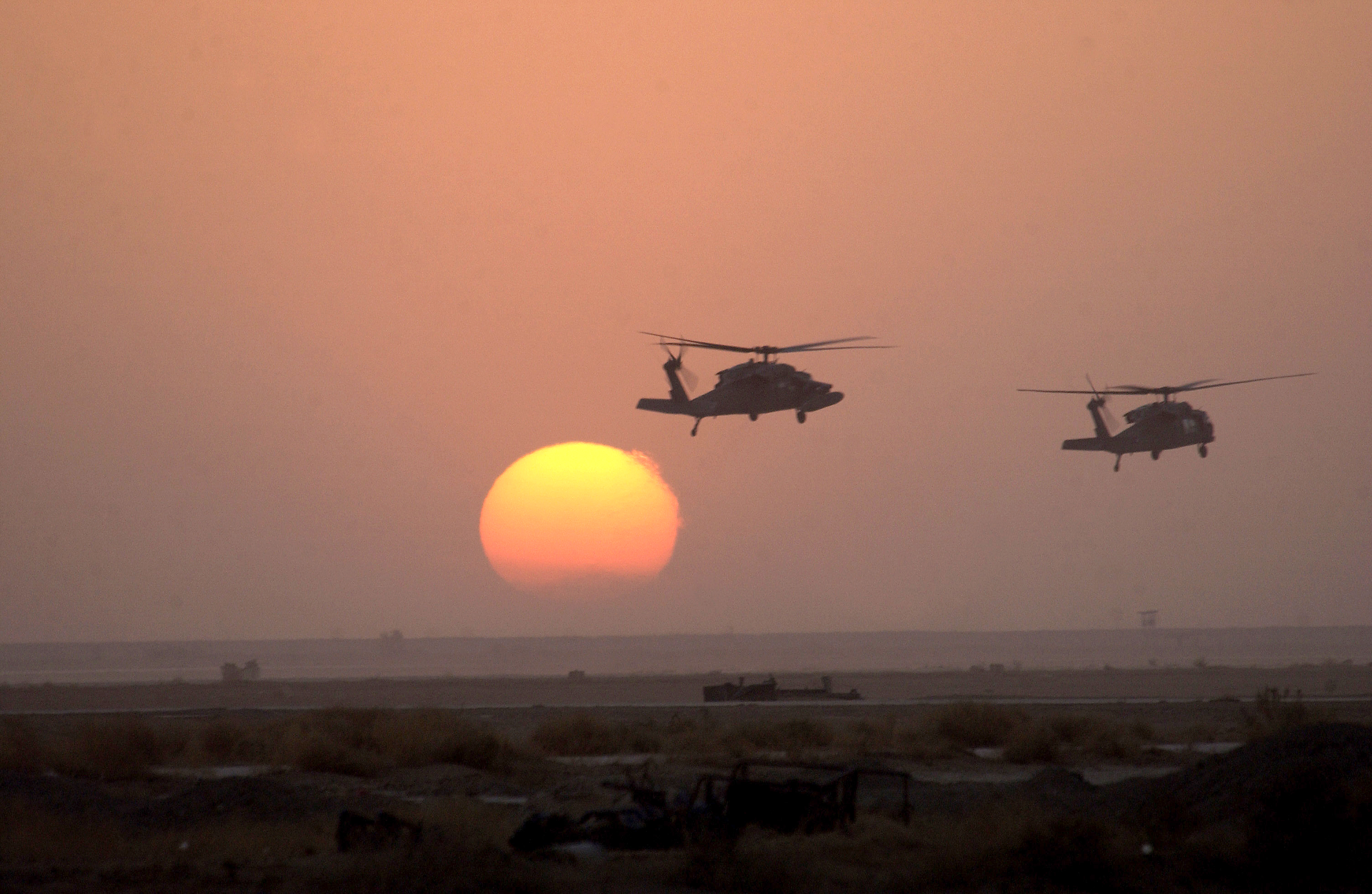
Amerikanska helikoptrar i södra Irak under Irakkriget.

De krigförande parterna är i krigets utförande bundna av vissa allmänt antagna folkrättsliga regler. Efter det andra världskriget och stiftandet av Förenta nationerna (FN) är de även bundna av FN-stadgan och av de beslut som fattas av FN:s säkerhetsråd. I moderna krig tillmäts skyddet av civilbefolkningen stor vikt.
Folkrättsligt används begreppet rättfärdiga krig om krig som förs i självförsvar enligt artikel 51 i FN-stadgan eller (mer kontroversiellt) för att förverkliga ett folks rätt till självbestämmande.

### Nödvärn
Kriget är det yttersta nödvärns- och självhjälpsmedlet för den internationella rättens bevarande och kan betraktas som ett folkrättsligt exekutivförfarande, men inte det enda. Andra rättsmedel är till exempel retorsion, repressalier, embargo och fredsblockad. Kriget framträder antingen som försvarskrig, till avvärjande av framställda anspråk, som ej kan godtas, eller anfallskrig, som avser att framtvinga sådana anspråks godkännande: faktiskt kan dock även försvarskriget inledas genom angrepp och förutsätter sålunda alls inte, att motparten redan gripit till vapen. I själva verket blir det därför i de flesta fall praktiskt omöjligt att åtminstone vid krigets utbrott avgöra, huruvida detta är att anse som ett anfallskrig eller ett försvarskrig. Rätten enligt internationell rätt att inleda ett krig begränsades betydligt genom FN:s tillblivelse (se detta avsnitt nedan).

## Orsaker

Andelen manliga dödsfall som orsakats av krig i åtta stamsamhällen samt i Europa och USA under 1900-talet. Andelen döda till följd av krigföring var många gånger högre i stamsamhällena. Av arkeologen Lawrence Keeley (1996).

Orsakerna till krig och väpnade konflikter studeras inom flera samhällsvetenskapliga ämnen, främst freds- och konfliktkunskap och statsvetenskap, men även inom arkeologi och etologi. Aggressivitet och strider mellan djur förekommer bland de flesta djurarter, dock förekommer krig endast bland människor. Exempelvis slåss grupper av schimpanshannar mot varandra om territorier när resurser tryter. Välorganiserade krig associeras ofta till patriarkala hierarkier, och till ägande av mark, fastigheter och kapital, något som uppstod när jordbruk introducerades under Neolitiska revolutionen. På ett gravfält i Jebel Sahaba, i norra Sudan, har man emellertid hittat skelett med många skärsår och pilspetsar, vilket tyder på att något som åtminstone liknar krig fanns flera tusen år innan jordbruket var uppfunnet. Vissa av dagens stamsamhällen saknar krig och har mycket få mord, exempelvis jägar-samlarkulturen Senoi(en) i Malaysia som saknar ord för krig, eller Bushmän i Kalahariöknen. Andra är nästan ständigt i stamkrig. I vissa kulturer krävs krigshandlingar för att individen ska uppnå rituella eller sociala privilegier.
Vilka typer av styrelseskick som olika stater har spelar stor roll, demokratiskt styrelseskick minskar kraftigt risken för krig. Vilken inställning staterna har till varandra har också stor vikt: länder som historiskt betraktat varandra som allierade eller närstående går mycket sällan i krig. Religiösa motsättningar och kulturella skillnader kan förorsaka eller förstärka krig, även om många religionskrig också har världsliga orsaker, medan gemensam religion och kultur kan minska konflikter. Etniska motsättningar är ytterligare en central orsak; inte minst vid inbördeskrig. Åtskilliga krig har startats av ekonomiska skäl; för att gynna en stat, en grupp, en makthavare eller ett företag. Även social status och prestige mellan ledare är en viktig faktor. Enligt den mest inflytelserika teorin om staters relationer befinner sig alla stater i utgångsläget i ett tillstånd av latent krig. Det beror på att förhållandena mellan staterna saknar regler och institutioner som klarar av att upprätthålla de regler som faktiskt finns. En stats grundläggande prioritering gäller alltid främst sin egen överlevnad och säkerhet. De viktigaste orsakerna till att antalet krig minskat över tid är att våldsutövning omgärdas och begränsas av fler och fler regler - även mellan stater - samt att vinsterna och fördelarna med krig har minskat medan kostnaderna kraftigt har ökat.

### Teorier

#### Avvägningsteori
Krig inträffar när en grupp människor eller en organisation upplever att fördelarna som kan fås av krig är större än kostnaden. Detta kan inträffa av en rad skäl:
1. För att skydda den nationella stoltheten genom att förhindra förlust av territorium
2. För att skydda statens överlevnad genom att förhindra resursförluster eller självständighetsförklaringar
3. För att bestraffa en "missdådare", särskilt när en stat är starkare än den andra och kan dela ut bestraffning med hög effektivitet

## Neutralitet
Vardera krigförande parten kan utgöras av en eller flera stater. I senare fallet kan de gemensamt uppträda som huvudparter, eller också kan den ena som bundsförvant, allierad, ha förbundit sig till en viss hjälp, ett visst understöd. I båda fallen kan den stat, mot vilken förbundet är riktat, betrakta inte bara huvudparten, utan även den biträdande parten som krigförande makt, mot vilken den gör krigets rätt gällande. De, vilka varken som huvudparter eller som allierade deltaga i kriget, är att betrakta som neutrala, mot vilka folkrätten inte tillåter någon tvångsåtgärds vidtagande, så länge de avhåller sig från varje försök att ge hjälp eller bereda understöd åt någon av de krigförande.

## Interventioner
De senaste tre åren före 2017 hade fler människor dött i väpnade konflikter än något annat år sedan det kalla krigets slut, med undantag för folkmordet i Rwanda 1994, och orsaken tros vara militära interventioner som medel för att uppnå fred och säkerhet.

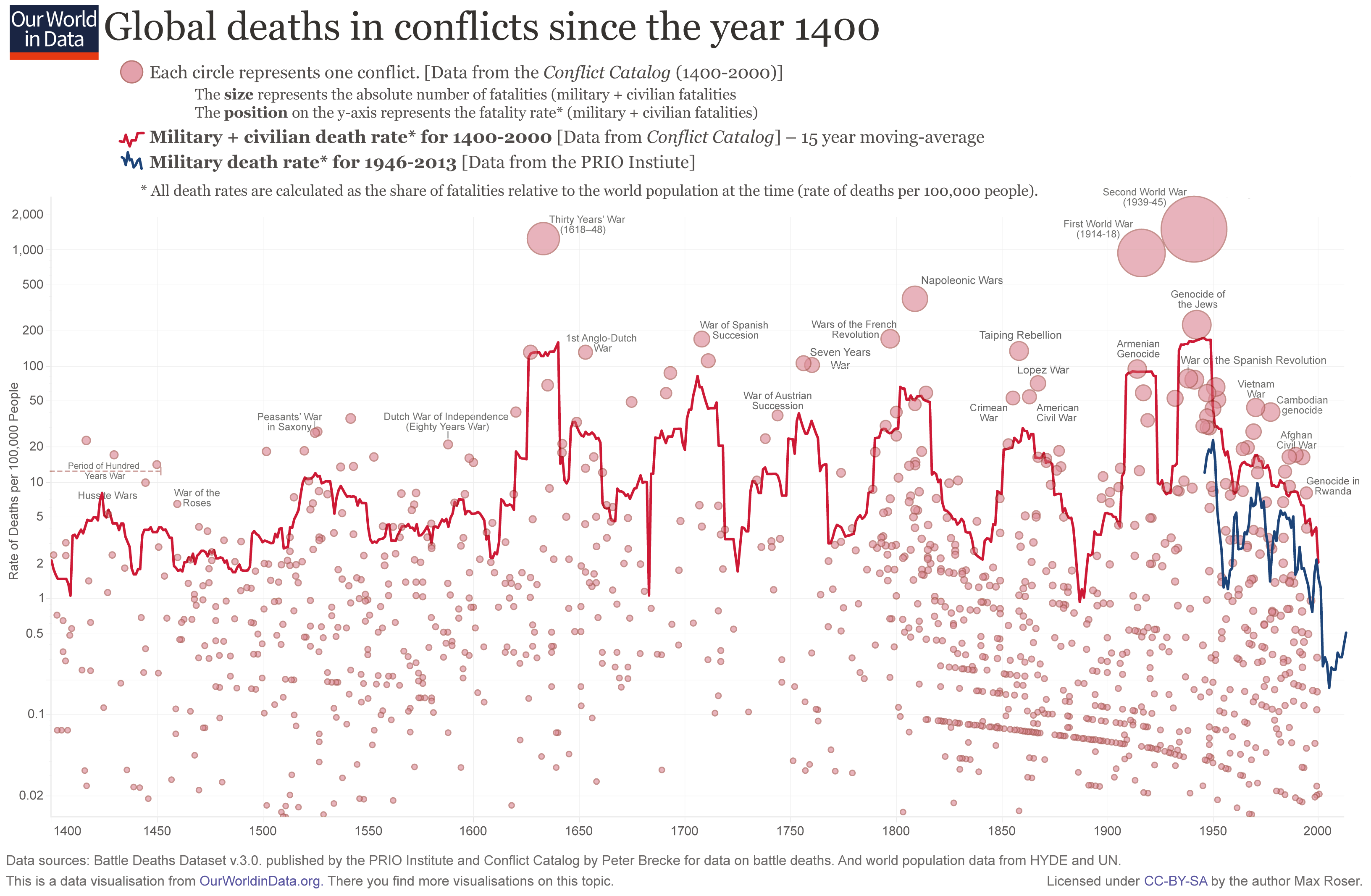
Andel döda per 100 000 i konflikter sedan år 1400.

## Historiska trender

Andel döda per 100 000 av befolkningen och per år sedan 1946 i konflikter där minst en part varit en stat

Antropologer och historiker debatterar om huruvida 1900-talet var ovanligt fredligt eller ovanligt drabbat av krig jämfört med tidigare sekler. Arkeologisk forskning visar att över 40 procent av dödsfallen bland män hos förindustriella stammar på Nya Guinea och i Sydamerika beror på krigshandlingar. Det antyder att förekomsten av krig och våld minskar när samhället moderniseras, blir rikare och reglerar våldsutövning i allt högre grad.
Bland decennierna efter andra världskriget var dödstalet i krig som högst på 1970-talet, enligt Human Security Center. Sedan dess har risken för en genomsnittsmänniska att dö i krig minskat med två tredjedelar.

## Krigets flödesschema
Ett exempel på i vilken ordning olika saker inträffar i anslutning till ett modernt krig
- Casus belli (krigsorsak) → eventuellt beslut i FN:s säkerhetsråd → ev. krigsförklaring → genomförande av kriget → bestraffning av brott mot krigets lagar → tagande och utväxling av krigsfångar → flyktingar beger sig till tredjeland för att söka skydd → vapenstillestånd → kapitulation eller fredsavtal

## Lista över krig efter döda
Det här avsnittet är helt eller delvis baserat på material från  engelskspråkiga Wikipedia, List of wars by death toll.
Det här avsnittet är helt eller delvis baserat på material från  engelskspråkiga Wikipedia, List of anthropogenic disasters by death toll.
Detta är en inkomplett lista över krig efter antal avlidna:
| Krig | Årtal                 | Antal döda             |
| --- | --------------------- | ---------------------- |
| Andra världskriget | 1939–1945             | 56 000 000 – 85 000    |
| Mongoliska invasionerna | 1300-talet            | 30 000 000 – 40 000    |
| Manchuriska invasionen av Kina(en) | 1616–1662             | 25 000                 |
| Spaniens erövring av Aztekernas rike (inklusive Cocoliztli – del av de epidemier som utplånade 80% av Amerikas urbefolkning)            | 1519–1632             | 24 300 000             |
| Taipingupproret | 1850–1864             | 20 000 000 – 100 000   |
| Andra kinesisk-japanska kriget (del av andra världskriget)                                                                              | 1937–1945             | 20 000 000 – 25 000    |
| Första världskriget | 1914–1918             | 16 000 000 – 30 000    |
| An Lushan-upproret | 755–763               | 13 000 000 – 36 000    |
| Spaniens erövring av Inkariket (inklusive döda i Europeiska sjukdomar – del av de epidemier som utplånade 80% av Amerikas urbefolkning) | 1533–1572             | 8 400 000              |
| Timur Lenk-upproren(en) | 1370–1405             | 8 000 000 – 20 000     |
| Dungan-revolten(en) | 1862–1877             | 8 000 000 – 12 000     |
| Kinesiska inbördeskriget | 1927–1949             | 8 000 000 – 12 000     |
| Reconquista | 711–1492              | > 7 000                |
| Ryska inbördeskriget | 1917–1922             | 5 000 000 – 9 000      |
| Mughal–Maratha-krigen(en) (Bangladesh-Indien)                                                                                           | 1658-1707             | > 5 000                |
| Moriska upproren(en) | 534–548               | > 5 000                |
| Napoleonkrigen | 1803–1815             | 3 500 000 – 7 000      |
| Trettioåriga kriget | 1618–1648             | 3 000 000 – 11 500 000 |
| Gula turbanerna (del av De stridande staternas krig)                                                                                    | 481 f.Kr. – 221 f.Kr. | 3 000 000 – 7 000      |
| Bangladeshs befrielsekrig | 1971                  | 3 000                  |
| Hundraårskriget | 1337–1453             | 2 300 000 – 3 300 000  |
| Andra Kongokriget | 1998–2003             | 2 000 000 – 5 400 000  |
| Hugenottkrigen | 1562–1598             | 2 000 000 – 4 000      |
| Koreakriget | 1950–1953             | 1 500 000 – 4 500 000  |
| Folkmordet i Kambodja | 1975–1979             | 1 400 000 – 3 400 000  |
| Vietnamkriget | 1955–1975             | 1 300 000 – 4 200 000  |
| Korstågen | 1095–1291             | 1 000 000 – 3 000      |
| Biafrakriget | 1967–1970             | 1 000 000 – 3 000      |
| Folkmorden i Rwanda och Burundi | 1959–1997             | 970 000 – 2 350 000    |

## Pågående konflikter år 2023-2024

Länder med pågående krig och konflikter (kartan uppdateras regelbundet).
----
Större krig, 10 000+ dödsfall i år eller i fjol
Krig, 1 000–9,999 dödsfall i år eller i fjol
Väpnade konflikter, 100–999 dödsfall i år eller i fjol
Mindre väpnade konflikter och sammandrabbningar, färre än 100 dödsfall.

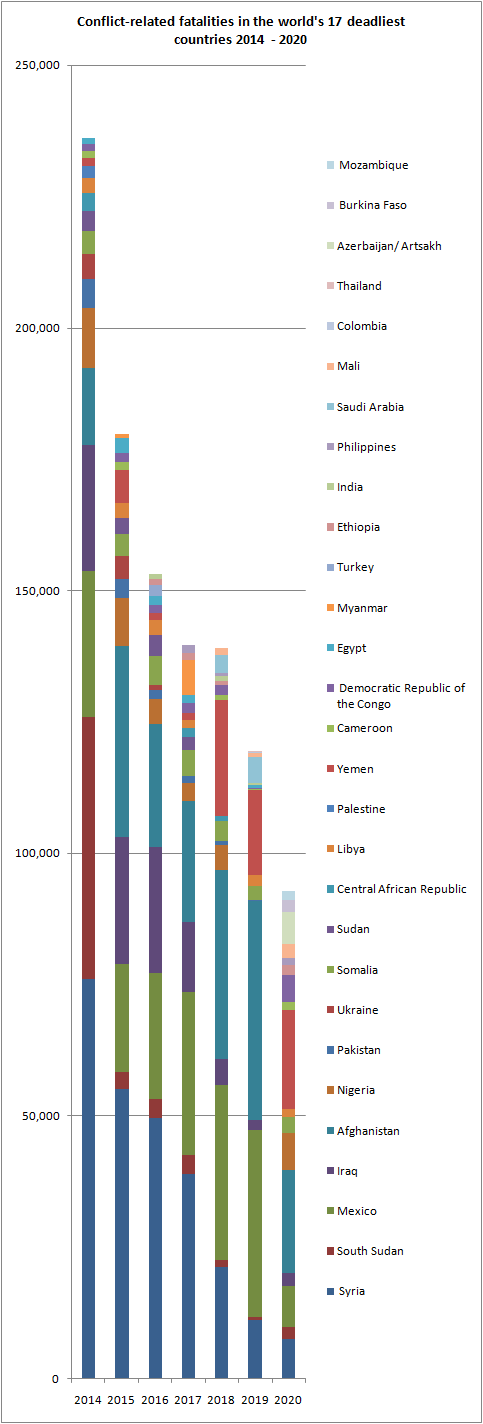
Antal döda i konflikter sedan 2014 i de 16 dödligaste länderna

Det här avsnittet är helt eller delvis baserat på material från  engelskspråkiga Wikipedia, List of ongoing armed conflicts.

### Pågående större krig (10 000+ döda i strid per år)
Följande lista visar pågående större krig (med 10 000 eller fler dödsfall under innevarande eller föregående år, enligt definition av Uppsala Conflict Data Program):
- Konflikten mellan Gaza och Israel
- Konflikten i Sudan 2023
- Jemenkrisen(en) inklusive Huthi-konflikten och Militärinterventionen i Jemen[17]
- Burmesiska inbördeskriget
- Konflikten i östra Ukraina med Rysk-ukrainska krisen 2021–2022 och Rysslands invasion av Ukraina 2022[18]

### Pågående krig (1 000 till 9 999 döda i strid per år)
Följande lista visar ett urval av övriga pågående krig (med mellan 1 000 och 9 999 dödsfall under innevarande eller föregående år):
- Etiopiens efterdyningar av Tigraykriget (2020–2022)
- Konflikten i Sudan 2023
- Drogkriget i Mexiko[19]
- Syriska inbördeskriget[20]
- Turkisk-kurdiska konflikten
- Inbördeskriget i Somalia[21] inklusive Operation Atalanta
- Boko Haram-konflikten[22]
- Nagorno-Karabach-konflikten 2020(en) (Nagorno-Karabach-kriget 1988-1994 återupptas)[23]
- Efterdyningar av Afghanistankriget (2001–2021)
- Colombiakonflikten
- Konflikten i Mali[24]
- Irakiska inbördeskriget[25]
- Iturikonflikten

### Pågående väpnade konflikter (100 till 999 döda i strid per år) i urval
- Turk-kurdiska-konflikten
- Konflikten mellan Indien och Pakistan[26]
- Israel-Palestina-konflikten – antal dödsoffer, konflikten mellan Gaza och Israel[27]
- Naxalbariupproret

Se även pågående konflikter.